# Drug Discovery Today
Drug Discovery Today (abrégé en Drug Discov. Today) est une revue scientifique à comité de lecture spécialisée dans le domaine de la découverte des médicaments.
D'après le Journal Citation Reports, le facteur d'impact de ce journal était de 6,691 en 2014. Actuellement, la direction de publication est assurée par Steve Carney.

## Histoire
Au cours de son histoire, le journal a incorporé différents titres :
- Pharmaceutical Science & Technology Today, 1998-2000  (ISSN 1461-5347)[3]
- TARGETS, renommé Drug Discovery Today: TARGETS, 2002-2004  (ISSN 1477-3627)[4],[5]
- BIOSILICO, renommé Drug Discovery Today: BIOSILICO, 2003-2004  (ISSN 1741-8364)[6],[7]